# 좀약

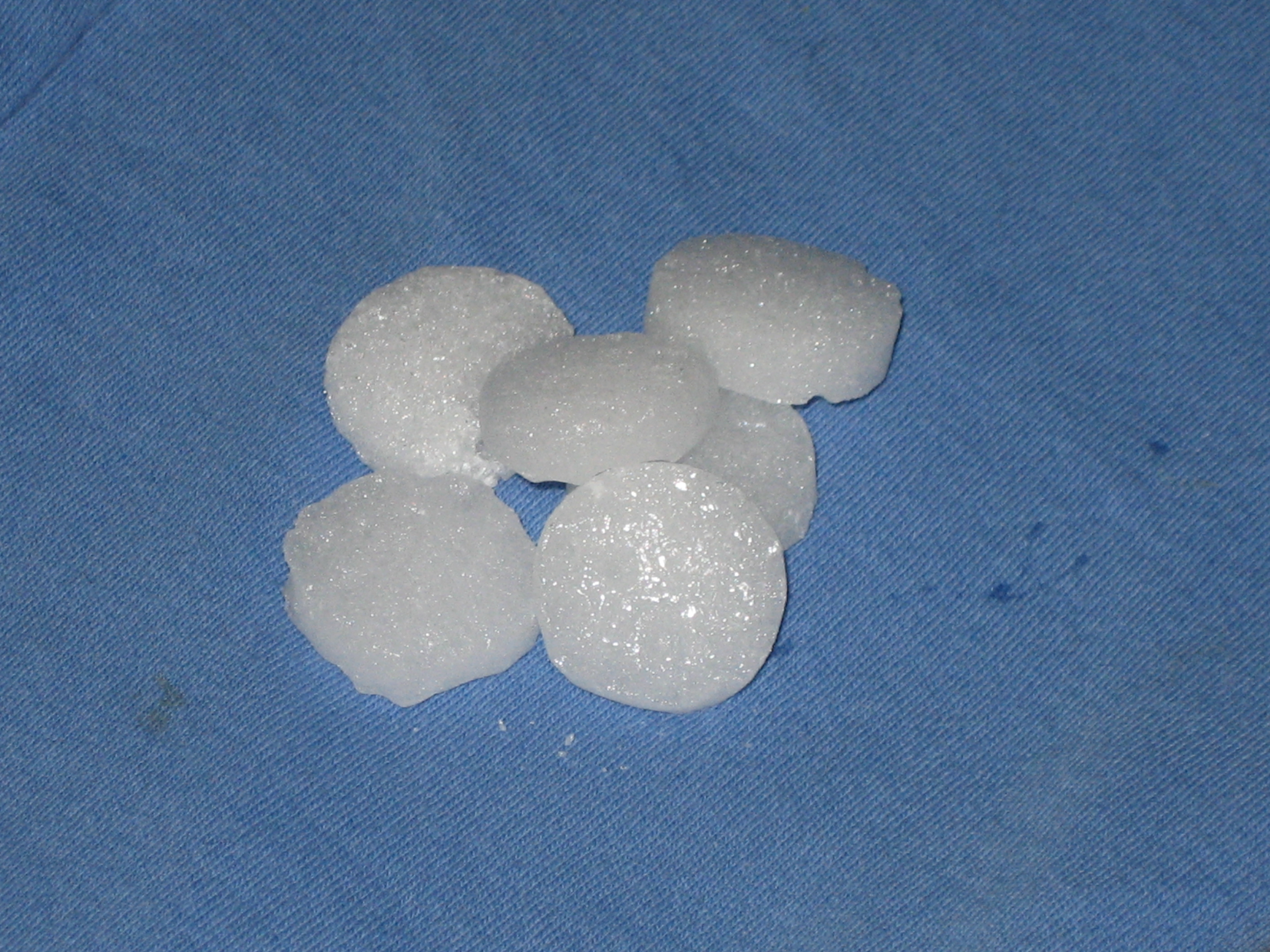

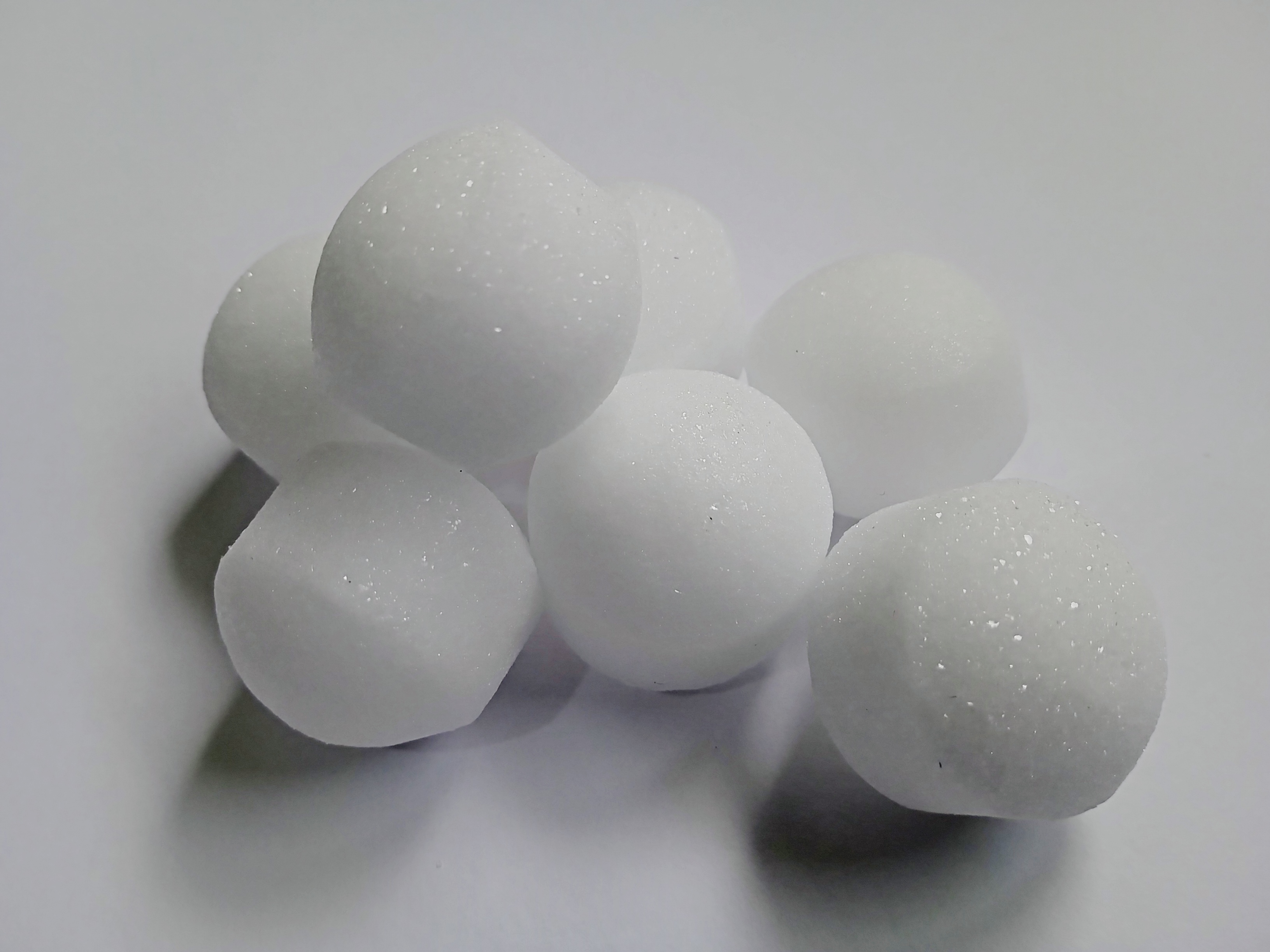
좀약

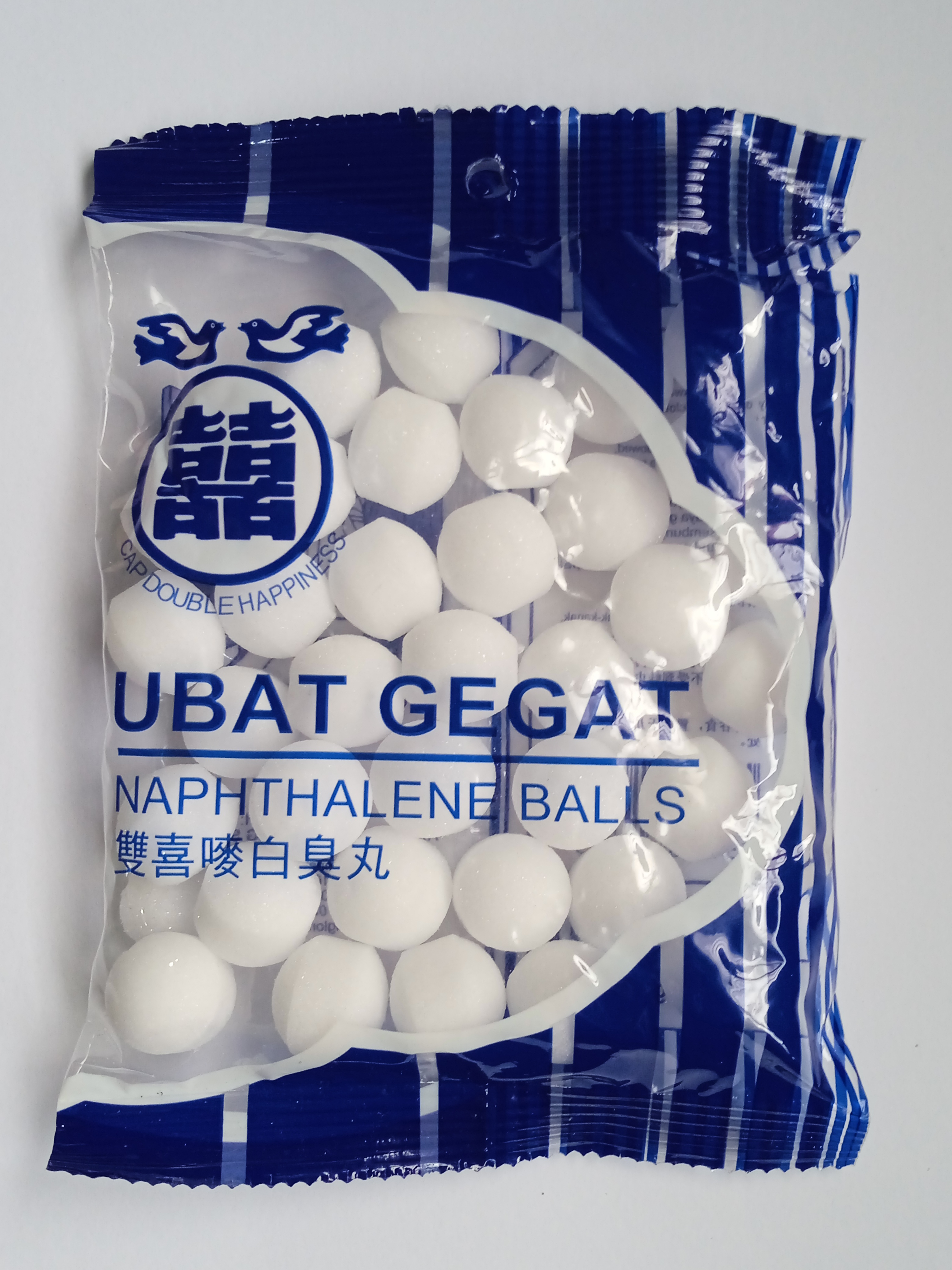
좀약 한 봉지

좀약(-藥, mothball)은 의류와 기타 물품을 양좀, 곰팡이, 나방 유충으로 인한 손상으로부터 보호하기 위해 때때로 사용되는 농약 및 데오도란트를 고형화한 작은 알약이다. 주로 나프탈렌이나 파라디클로로벤젠 등의 성분으로 만들어지며, 옷장이나 서랍 등에 넣어 사용한다.

## 구성
오래된 좀약은 주로 나프탈렌으로 구성되었지만, 나프탈렌의 인화성 때문에 많은 현대적인 좀약 제형은 1,4-다이클로로벤젠을 사용한다. 후자 제형은 인화성이 다소 낮을 수 있지만, 두 화학 물질 모두 인화성에 대한 동일한 NFPA 704 등급을 가진다. 후자 화학 물질은 또한 파라-다이클로로벤젠, p-다이클로로벤젠, pDCB 또는 PDB로 다양하게 표기되어, 이러한 모든 이름과 약어를 잠재적 구매자가 알지 못하면 식별하기 어려울 수 있다. 이 두 제형은 모두 좀약과 흔히 연관되는 강하고 자극적이며 역겨운 단맛의 냄새를 풍긴다. 나프탈렌과 1,4-다이클로로벤젠 모두 승화를 겪는데, 이는 고체 상태에서 직접 기체로 변환됨을 의미한다. 이 기체는 나방과 나방 유충에게 유독하다.
1,4-다이클로로벤젠의 건강 위험과 나프탈렌의 인화성 때문에 장뇌와 같은 다른 물질이 때때로 사용된다.

## 용도
좀약은 폴리에틸렌이나 폴리프로필렌과 같은 비반응성 플라스틱으로 만들어진 밀폐 봉지에 보관된다(다른 플라스틱은 분해되거나 부드러워질 수 있다). 보호하려는 의류는 밀폐 용기에 봉인해야 한다. 그렇지 않으면 증기가 주변 환경으로 빠져나갈 수 있다. 제조업체의 지침은 포장에 명시된 목적 이외의 용도로 좀약을 사용하는 것을 정기적으로 경고하는데, 그러한 용도는 유해하고 유독할 뿐만 아니라 종종 불법으로 간주되기 때문이다.
뱀 퇴치제로 가끔 사용되지만, 설치류, 다람쥐 또는 박쥐 퇴치제로 좀약을 사용하는 것은 많은 지역에서 불법이며, 대상 해충보다 인간에게 더 많은 성가심과 위험을 초래하는 경향이 있다. 그러나 좀약은 계속해서 다람쥐 퇴치제로 광고되며 일부 상업용 해충 및 뱀 퇴치 제품의 성분으로 사용된다.

## 건강 위험
미국 보건복지부(DHHS)는 1,4-다이클로로벤젠이 "합리적으로 발암물질로 예상될 수 있다"고 결정했다. 이는 동물 연구에 의해 지시되었지만, 대규모 인간 연구는 수행되지 않았다. 국립 독성물질 프로그램(NTP), 국제 암 연구 기관(IARC) 및 캘리포니아주는 1,4-다이클로로벤젠을 발암물질로 간주한다.
나프탈렌 좀약에 노출되면 포도당 6-인산 탈수소효소 결핍증을 가진 사람에게 급성 용혈(빈혈)을 유발할 수 있다. IARC는 나프탈렌을 인간과 다른 동물에게 발암 가능성이 있는 물질로 분류한다(참조: 그룹 2B]. IARC는 급성 노출이 인간, 쥐, 토끼, 생쥐에게 백내장을 유발한다고 지적한다. 나프탈렌 증기에 만성적으로 노출되면 백내장과 망막 출혈도 유발하는 것으로 보고된다. 캘리포니아주 제안 65에 따라 나프탈렌은 "주가 암을 유발하는 것으로 알려진" 물질로 등재되어 있다.
볼더 콜로라도 대학교의 연구는 좀약과 일부 유형의 방향제의 발암 효과에 대한 probable 메커니즘을 밝혀냈다.
암 위험 외에도 좀약은 간과 신장 손상을 유발하는 것으로 알려져 있다.
1,4-다이클로로벤젠은 신경독이다. 이는 흡입제로 남용되어 다양한 신경독성 효과를 유발했다.
나프탈렌을 함유한 좀약은 2008년부터 EU 내에서 금지되었다.

## 대안
옷좀나방에서 더 자세히 설명된 바와 같이, 옷좀나방을 통제하기 위한 좀약의 대안에는 드라이클리닝, 냉동, 철저한 진공 청소 및 뜨거운 물 세척이 포함된다. 장뇌는 특히 중국에서 나방 퇴치제로도 사용된다. 나프탈렌 및 다이클로로벤젠과 달리 장뇌는 의약용으로 사용되며 발암 물질로 간주되지 않지만, 대량 투여 시 유독하다. 붉은 삼나무 목재와 오일 또한 대안적인 나방 퇴치제로 사용된다.
페로몬 트랩은 효과적인 진단 도구이자 귀중한 의류를 보호하는 효과적인 통제 도구이기도 하다.

## 대중 문화에서
동사로서 "mothball(좀약을 치다)"은 "아이디어, 계획 또는 작업을 중단하지만 나중에 작업을 계속할 수 있도록 하는" 비유적인 용법을 가진다. "Mothballed(좀약이 쳐진)"는 장기간 보관되지만 폐기되지 않는 선박과 항공기를 설명하는 일반적인 형용사이다.
"mothballed"라는 용어의 기원은 1939년 9월 미국 정부에 의해 뉴욕에 '억류'되었을 때 여객선 SS 노르망디가 "좀약으로 포장되었다"는 보도일 수 있다. 한 달 후 신문은 "14개의 거대한 좀약 통이 카펫, 커튼, 실내 장식품을 보존하는 데 사용되었다"고 보도했다. 당시 이 배는 전쟁 기간 동안 뉴욕에 머무를 것으로 예상되었지만, 진주만 공격 이후 troop ship으로 개조되었다.
미국 해군은 1945년에 전투함을 보관하고 신속하게 현역으로 복귀할 준비를 할 계획이었다. 1946년까지 이 배들은 "mothballed"라고 불렸다. 그러나 이 과정은 좀약을 언급하지 않고 녹 방지 코팅, 격실 밀봉, 장비 제거 및 상갑판 장비 덮기, 선체 보호를 언급했다. 좀약이 쳐진 배는 단 10일 만에 현역으로 복귀할 수 있을 것으로 예상되었다. 미국 해군 예비 함대는 여전히 비공식적으로 'mothball fleet'으로 불린다.

## 같이 보기
- 소변기 탈취 블록 – 일부 유형은 좀약과 유사한 화학 물질을 포함한다.